# エアジン
「エアジン」(Airegin) は、1954年にテナー・サクソフォーン奏者のソニー・ロリンズが作曲し、後にジャズ・スタンダードになった楽曲。曲名は、ナイジェリアの国名にちなんだもので、その綴りを逆にしたものであり、アフリカに由来するジャズの起源と自身の起源に寄せられたロリンズの大きな関心を示している。マイルス・デイヴィスは、1954年にロリンズをサクソフォーンに迎えて、この曲の初録音を残し、1956年にはメンバーが全く入れ替わったマイルス・クインテットで再びこの曲を録音した。

## おもな録音
「エアジン」を最初に録音したのは、1954年のマイルス・デイヴィス・クインテットで、アメリカ合衆国では10インチLP盤『Miles Davis with Sonny Rollins』としてリリースされた。この録音のパーソネルは、デイヴィス（トランペット）、ソニー・ロリンズ（テナー・サクソフォーン）、ホレス・シルヴァー（ピアノ）、パーシー・ヒース（ベース）、ケニー・クラーク（ドラムス）であった。この音源は、1957年の12インチLP盤『バグス・グルーヴ (Bags' Groove)』にも収録された。
その後、デイヴィスは、1956年5月11日と10月26日のいわゆるマラソン・セッションでアルバム4枚分の楽曲の録音する中で改めて「エアジン」を10月26日に収録したが、この時のパーソネルは、デイヴィス（トランペット）、ジョン・コルトレーン（テナー・サクソフォーン）、レッド・ガーランド（ピアノ）、ポール・チェンバース（ベース）、フィリー・ジョー・ジョーンズ（ドラムス）であった。この音源は、翌1957年にマラソン・セッション4部作の最初にリリースされた『クッキン』に収録された。
ヴォーカリーズの先駆者であったランバート、ヘンドリックス&ロスは、1958年のアルバム『ザ・スインガーズ!』で、この曲に歌詞を載せて歌った。
ギタリストのウェス・モンゴメリーは、1960年のアルバム『The Incredible Jazz Guitar of Wes Montgomery』でこの曲を取り上げたが、パーシー・ヒースはこのバージョンでもベースを弾いている。ジャズ・ギタリストのグラント・グリーンもアルバム『Nigeria』でこの曲を取り上げたが、1962年に録音されたこのアルバムは、1980年までリリースされなかった。